# Византијске царице
Следи списак царица Византијског царства, односно супруга византијских царева од 395. до 1453. године п. н. е.

## Царице Источног римског царства

### Теодосијева династија(395–457)
| Слика | Име             | Отац           | Рођење          | Брак           | Постала царица | Престала да влада | Смрт             | Супружник    |
| ----- | --------------- | -------------- | --------------- | -------------- | -------------- | ----------------- | ---------------- | ------------ |
|       | Елија Евдоксија | Флавије Баутон | ?               | 27. април 395. | 27. април 395. | 6. октобар 404.   | 6. октобар 404.  | Аркадије     |
|       | Елија Евдокија  | Леонтије       | 401.            | 7. јун 421.    | 7. јун 421.    | 28. јул 450.      | 20. октобар 460. | Теодосије II |
|       | Елија Пулхерија | Аркадије       | 19. јануар 399. | 28. јул 450.   | 28. јул 450.   | јул 453.          | јул 453.         | Маркијан     |
| Слика | Име             | Отац           | Рођење          | Брак           | Постала царица | Престала да влада | Смрт             | Супружник    |

### Лавова династија(457–518)
| Слика        | Име               | Отац         | Рођење | Брак    | Постала царица  | Престала да влада | Смрт    | Супружник   |
| ------------ | ----------------- | ------------ | ------ | ------- | --------------- | ----------------- | ------- | ----------- |
|              | Елија Верина      | ?            | ?      | ?       | 7. фебруар 457. | 18. јануар 474.   | 484.    | Лав I       |
|              | Аријадна (царица) | Лав I Трачки | 450.   | 466/468 | 9. фебруар 474. | 9. јануар 475.    | 515.    | Зенон (цар) |
|              | Елија Зенониса    | ?            | ?      | ?       | 9. јануар 475.  | август 476.       | 476/477 | Василиск    |
|              | Аријадна (царица) | Лав I Трачки | 450.   | 466/468 | август 476.     | 9. април 491.     | 515.    | Зенон (цар) |
| 20. мај 491. | 20. мај 491.      | Лав I Трачки | 450.   | 515.    | 515.            | Анастасије I      |         |             |
| Слика        | Име               | Отац         | Рођење | Брак    | Постала царица  | Престала да влада | Смрт    | Супружник   |

### Јустинијанова династија(518–602)
| Слика | Име                             | Отац                   | Рођење | Брак    | Постала царица    | Престала да влада | Смрт         | Супружник              |
| ----- | ------------------------------- | ---------------------- | ------ | ------- | ----------------- | ----------------- | ------------ | ---------------------- |
|       | Еуфемија                        | ?                      | ?      | 491-518 | јул 518.          | 524.              | 524.         | Јустин I               |
|       | Теодора (супруга Јустинијана I) | Акакије                | 500.   | ?       | 1. август 527.    | 28. јун 548.      | 28. јун 548. | Јустинијан I           |
|       | Софија (супруга Јустина II)     | Ситас                  | 530.   | ?       | 14. новембар 565. | 5. октобар 578.   | након 601.   | Јустин II              |
|       | Ино Анастасија                  | ?                      | ?      | ?       | 7. децембар 574.  | 14. август 582.   | 593.         | Тиберије II Константин |
|       | Константина                     | Тиберије II Константин | 560.   | 582.    | 582.              | 27. новембар 602. | 605.         | Маврикије              |
| Слика | Име                             | Отац                   | Рођење | Брак    | Постала царица    | Престала да влада | Смрт         | Супружник              |

### Не-династичке (602–610)
| Слика | Име      | Отац | Рођење | Брак | Постала царица    | Престала да влада | Смрт | Супружник              |
| ----- | -------- | ---- | ------ | ---- | ----------------- | ----------------- | ---- | ---------------------- |
|       | Леонтија | ?    | ?      | ?    | 23. новембар 602. | октобар 610.      | ?    | Фока (византијски цар) |
| Слика | Име      | Отац | Рођење | Брак | Постала царица    | Престала да влада | Смрт | Супружник              |

### Ираклијева династија(610–711)
| Слика | Име                              | Отац       | Рођење  | Брак            | Постала царица  | Престала да влада  | Смрт            | Супружник                |
| ----- | -------------------------------- | ---------- | ------- | --------------- | --------------- | ------------------ | --------------- | ------------------------ |
|       | Фабија Евдокија                  | Рогас      | 580.    | 5. октобар 610. | 5. октобар 610. | 13. август 612.    | 13. август 612. | Ираклије                 |
|       | Мартина                          | Мартинус   | ?       | 613.            | 613.            | 11. фебруар 641.   | након 641.      | Ираклије                 |
|       | Грегорија                        | Никита     | 610-ете | 629/630         | 629/630         | мај 641.           | ?               | Ираклије Нови Константин |
|       | Фауста                           | Валентинус | 630.    | 642.            | 642.            | 15. септембар 668. | након 668.      | Констанс II              |
|       | Анастасија (жена Константина IV) | ?          | ?       | ?               | 668.            | септембар 685.     | након 711.      | Константин IV            |
|       | Евдокија (жена Јустинијана II)   | ?          | ?       | ?               | 685?            | 695?               | ?               | Јустинијан II Ринотмет   |
|       | Теодора Хазарска                 | ?          | ?       | 703.            | 705.            | децембар 711.      | ?               | Јустинијан II Ринотмет   |
| Слика | Име                              | Отац       | Рођење  | Брак            | Постала царица  | Престала да влада  | Смрт            | Супружник                |

### Не-династичке (711–717)
Нико

### Исавријска династија(717–802)
| Слика | Име                           | Отац                | Рођење | Брак              | Постала царица   | Престала да влада  | Смрт           | Супружник             |
| ----- | ----------------------------- | ------------------- | ------ | ----------------- | ---------------- | ------------------ | -------------- | --------------------- |
|       | Марија (жена Лава III)        | Тервел Бугарски     | ?      | ?                 | 25. март 717.    | 18. јун 741.       | ?              | Лав III Исавријанац   |
|       | Ана (супруга Артавазда)       | Лав III Исавријанац | 705.   | ?                 | јун 741.         | новембар 743.      | након 743.     | Артавазд              |
|       | Цицак                         | Бихар               | ?      | 732.              | 732.             | 750.               | 750.           | Константин V Копроним |
|       | Марија (жена Константина V)   | ?                   | ?      | 750.              | 750.             | 751.               | 751.           | Константин V Копроним |
|       | Евдокија (жена Константина V) | ?                   | ?      | 751.              | 751.             | 14. септембар 775. | ?              | Константин V Копроним |
|       | Ирена Атинска                 | ?                   | 752.   | 17. децембар 769. | 17. децебар 769. | 18. јун 780.       | 9. август 803. | Лав IV Хазар          |
|       | Марија Амнија                 | ?                   | 770.   | новембар 788.     | новембар 788.    | јануар 795.        | након 823.     | Константин VI         |
|       | Теодота                       | ?                   | 780.   | септембар 795.    | септембар 795.   | 797.               | након 797.     | Константин VI         |
| Слика | Име                           | Отац                | Рођење | Брак              | Постала царица   | Престала да влада  | Смрт           | Супружник             |

### Династија Нићифора I (802–813)
| Слика | Име                         | Отац      | Рођење           | Брак              | Постала царица  | Престала да влада | Смрт       | Супружник         |
| ----- | --------------------------- | --------- | ---------------- | ----------------- | --------------- | ----------------- | ---------- | ----------------- |
|       | Теофанија Атинска (Θεοφανώ) | ?         | ?                | 20. децембар 807. | 807.            | 2. октобар 811.   | ?          | Ставракије        |
|       | Прокопија                   | Никифор I | 770 – након 813. | касни 8. век      | 2. октобар 811. | 11. јул 813.      | након 813. | Михаило I Рангабе |
| Слика | Име                         | Отац      | Рођење           | Брак              | Постала царица  | Престала да влада | Смрт       | Супружник         |

### Не-династичке (813–820)
| Слика | Име       | Отац    | Рођење | Брак | Постала царица | Престала да влада | Смрт       | Супружник      |
| ----- | --------- | ------- | ------ | ---- | -------------- | ----------------- | ---------- | -------------- |
|       | Теодосија | Арсабер | 775.   | ?    | 11. јул 813.   | 25. децембар 820. | након 826. | Лав V Јерменин |
| Слика | Име       | Отац    | Рођење | Брак | Постала царица | Престала да влада | Смрт       | Супружник      |

### Фригијска династија (820–867)
| Слика | Име                    | Отац          | Рођење | Брак        | Постала царица    | Престала да влада                    | Смрт       | Супружник           |
| ----- | ---------------------- | ------------- | ------ | ----------- | ----------------- | ------------------------------------ | ---------- | ------------------- |
|       | Текла, жена Михајла II | Вардан Турчин | ?      | пре 803.    | 25. децембар 820. | 823.                                 | 823.       | Михаило II Аморијац |
|       | Еуфросина              | Константин VI | 790.   | 823.        | 823.              | 2. октобар 829.                      | након 836. | Михаило II Аморијац |
|       | Теодора (9. век)       | Маринос       | 815.   | 5. јун 830. | 5. јун 830.       | 20. јануар 842.                      | након 867. | Теофило             |
|       | Евдокија Декаполитиса  | ?             | ?      | 855.        | 855.              | 23. септембар 867—24. септембар 867. | ?          | Михаило III         |
| Слика | Име                    | Отац          | Рођење | Брак        | Постала царица    | Престала да влада                    | Смрт       | Супружник           |

### Македонска династија(867–1056)
| Слика                     | Име                            | Отац                        | Рођење | Брак                  | Постала царица        | Престала да влада                  | Смрт               | Супружник                   |
| ------------------------- | ------------------------------ | --------------------------- | ------ | --------------------- | --------------------- | ---------------------------------- | ------------------ | --------------------------- |
|                           | Евдокија Ингерина              | Ингер                       | 840.   | 865.                  | 26. мај 866.          | 882.                               | 882.               | Василије I                  |
|                           | Теофанија                      | Константин Мартинико        | ?      | 883.                  | 29. август 886.       | 893/897                            | 10. новембар 897.  | Лав VI Мудри                |
|                           | Зоја Зауцена                   | Стилијан Зауцес             | ?      | 893/897               | 893/897               | мај 899.                           | мај 899.           | Лав VI Мудри                |
|                           | Евдокија Бајана                | ?                           | ?      | 900.                  | 900.                  | 12. април 901.                     | 12. април 901.     | Лав VI Мудри                |
|                           | Зоја Карбонопсина              | ?                           | ?      | 9. јануар 906.        | 9. јануар 906.        | 11. мај 912.                       | ?                  | Лав VI Мудри                |
|                           | Јелена Лакапин                 | Роман I                     | 910.   | мај 919.              | мај 919.              | 9. новембар 959.                   | 19. септембар 961. | Константин VII Порфирогенит |
|                           | Теодора, жена Романа I         | ?                           | ?      | ?                     | септембар 920.        | 20. фебруар 922.                   | 20. фебруар 922.   | Роман I Лакапин             |
|                           | Теофано (10. век)(Θεοφανώ)     | Анастас                     | 941.   | 956.                  | 956 .                 | 15. март 963.                      | након 976.         | Роман II                    |
|                           | Теофано (10. век)(Θεοφανώ)     | Анастас                     | 941.   | август 963, други пут | август 963, други пут | 10. децембар 969—11. децембар 969. | након 976.         | Нићифор II                  |
|                           | Теодора, ћерка Константина VII | Константин VII Порфирогенит | 946.   | новембар 971.         | новембар 971.         | 10. јануар 976.                    | ?                  | Јован I Цимискије           |
|                           | Јелена, ћерка Алипија          | Алипије                     | ?      | 976.                  | 976.                  | 15. новембар 1028.                 | ?                  | Константин VIII             |
|                           | Зоја (царица)                  | Константин VIII             | 978.   | 12. новембар 1028.    | 15. новембар 1028.    | 11. април 1034.                    | јун 1050.          | Роман III Аргир             |
| 11. април 1034, други пут | 11. април 1034, други пут      | Константин VIII             | 978.   | 10. децембар 1041.    | Михајло IV Пафлагонац |                                    | јун 1050.          |                             |
| 11. јун 1042, трећи пут   | 11. јун 1042, трећи пут        | Константин VIII             | 978.   | јун 1050.             | јун 1050.             | Константин IX Мономах              |                    |                             |
| Слика                     | Име                            | Отац                        | Рођење | Брак                  | Постала царица        | Престала да влада                  | Смрт               | Супружник                   |

### Комнин(1057–1059)
| Слика | Име               | Отац            | Рођење | Брак      | Постала царица | Престала да влада  | Смрт        | Супружник     |
| ----- | ----------------- | --------------- | ------ | --------- | -------------- | ------------------ | ----------- | ------------- |
|       | Катарина Бугарска | Јован Владислав | ?      | пре 1057. | 5. јун 1057.   | 22. новембар 1059. | након 1059. | Исак I Комнин |
| Слика | Име               | Отац            | Рођење | Брак      | Постала царица | Престала да влада  | Смрт        | Супружник     |

### Дука(1059–1081)
| Слика                     | Име                       | Отац                 | Рођење    | Брак               | Постала царица        | Престала да влада | Смрт        | Супружник             |
| ------------------------- | ------------------------- | -------------------- | --------- | ------------------ | --------------------- | ----------------- | ----------- | --------------------- |
|                           | Евдокија Макремволитиса   | Јован Макремволитис  | 1021.     | пре 1050.          | 24. новембар 1059.    | 22. мај 1067.     | 1096.       | Константин X          |
| 1. јануар 1068, други пут | 1. јануар 1068, други пут | Јован Макремволитис  | 1021.     | 1071.              | Роман IV Диоген       |                   | 1096.       |                       |
|                           | Ирена Пегонитиса          | Никита Пегонитис     | ?         | ?                  | око 1059.             | ?                 | ?           | цезар Јован Дука      |
|                           | Марија Аланија            | Баграт IV од Грузије | око 1050. | 1065.              | 1065.                 | 31. март 1078.    | након 1103. | Михајло VII Парапинак |
| око 1078.                 | око 1078.                 | Баграт IV од Грузије | око 1050. | 10. децембар 1081. | Нићифор III Вотанијат |                   | након 1103. |                       |
| Слика                     | Име                       | Отац                 | Рођење    | Брак               | Постала царица        | Престала да влада | Смрт        | Супружник             |

### Комнин(1081–1185)
| Слика | Име                | Отац                    | Рођење            | Брак               | Постала царица      | Престала да влада   | Смрт                        | Супружник               |
| ----- | ------------------ | ----------------------- | ----------------- | ------------------ | ------------------- | ------------------- | --------------------------- | ----------------------- |
|       | Ирина Дука         | Андроник Дука           | 1066.             | 1078.              | 4. април 1081.      | 15. август 1118.    | 19. фебруар 1123. или 1133. | Алексије I Комнин       |
|       | Ана Комнин         | Алексије I Комнин       | 1. децембар 1083. | 1097.              | 1097.               | 1118/1137           | 1153.                       | цезар Нићифор Вријеније |
|       | Ирена Угарска      | Ладислав I Арпад        | 1088.             | 1104.              | 1104.               | 13. август 1134.    | 13. август 1134.            | Јован II Комнин         |
|       | Берта од Зулцбаха  | Беренгер II од Сулзбаха | 1110-ете          | након 1146.        | након 1146.         | 1159.               | 1159.                       | Манојло I Комнин        |
|       | Марија Антиохијска | Рене од Шатијона        | 1145.             | 24. децембар 1161. | 24. децембар 1161.  | 24. септембар 1180. | 1182.                       | Манојло I Комнин        |
|       | Агнеса Француска   | Луј VII                 | 1171.             | 2. март 1180.      | 24. септембар 1180. | октобар 1183.       | након 1204.                 | Алексије II Комнин      |
|       | Агнеса Француска   | Луј VII                 | 1171.             | 1183               | 1183                | 12. септембар 1185. | након 1204.                 | Андроник I Комнин       |
| Слика | Име                | Отац                    | Рођење            | Брак               | Постала царица      | Престала да влада   | Смрт                        | Супружник               |

### Анђео(1185–1204)
| Слика | Име               | Отац                    | Рођење            | Брак  | Постала царица      | Престала да влада | Смрт  | Супружник               |
| ----- | ----------------- | ----------------------- | ----------------- | ----- | ------------------- | ----------------- | ----- | ----------------------- |
|       | Маргарета Угарска | Бела III Угарски        | 1175.             | 1185. | 12. септембар 1185. | 8. април 1195.    | 1223. | Исак II Анђео           |
|       | Еуфросина Дука    | Андроник Дука Каматерос | 1155.             | 1169. | 8. април 1195.      | јул 17/18 1203.   | 1211. | Алексије III Анђео      |
|       | Маргарета Угарска | Бела III Угарски        | 1175.             | 1185. | јул 1203, други пут | јануар 1204.      | 1223. | Исак II Анђео           |
|       | Евдокија Анђелина | Алексије III Анђео      | 1. децембар 1083. | 1204. | 1204.               | 1204.             | 1211. | Алексије V Дука Мурзуфл |
| Слика | Име               | Отац                    | Рођење            | Брак  | Постала царица      | Престала да влада | Смрт  | Супружник               |

## Царице обновљеног Византијског царства

### Палеолог(1261–1453)
| Слика | Име                  | Отац                      | Рођење              | Брак                       | Постала царица             | Престала да влада                  | Смрт                               | Супружник             |
| ----- | -------------------- | ------------------------- | ------------------- | -------------------------- | -------------------------- | ---------------------------------- | ---------------------------------- | --------------------- |
|       | Теодора Дука         | Јован Дука                | 1240.               | 1253.                      | 1. јануар 1259.            | 11. децембар 1282.                 | 4. март 1303.                      | Михајло VIII Палеолог |
|       | Ана Угарска          | Стефан V Угарски          | 1260.               | 8. новембар 1273.          | 8. новембар 1273.          | 1281/1282                          | 1281/1282                          | Андроник II Палеолог  |
|       | Ирина од Монферата   | Вилијам VII од Монферата  | 1274.               | 1284.                      | 1284.                      | 1317.                              | 1317.                              | Андроник II Палеолог  |
|       | Рита од Јерменије    | Лав II Јерменски          | 10/11. јануар 1278. | 1185.                      | 16. јануар 1294.           | 12. октобар 1320.                  | јул 1333.                          | Михаило IX Палеолог   |
|       | Ирина од Брунсвика   | Хенри I од Брунсвика      | 1293.               | март 1318.                 | март 1318.                 | 16. август 1324 – 17. август 1324. | 16. август 1324 – 17. август 1324. | Андроник III Палеолог |
|       | Ана Савојска         | Амадео V, гроф Савоје     | 1306.               | октобар 1326.              | октобар 1326.              | 15. јун 1341.                      | 1359.                              | Андроник III Палеолог |
|       | Ирина Асен           | Андроник Асен             | 1300.               | пре 1320.                  | 26. октобар 1341.          | 4. децембар 1354.                  | 1363-1379                          | Јован VI Кантакузин   |
|       | Јелена Кантакузин    | Јован VI Кантакузин       | 1333.               | 28. мај/29. мај 1347.      | 28. мај/29. мај 1347.      | 12. август 1376.                   | 10. децембар 1396.                 | Јован V Палеолог      |
|       | Ирина Палеолог       | Димитрије Палеолог        | 1327.               | 1340.                      | 15. април 1353.            | 1357.                              | 1357.                              | Матија Кантакузин     |
|       | Кераца-Марија        | Јован Александар          | 1348.               | након 17. август 1355.     | након 17. августа 1355.    | 1. јул 1379.                       | 1390.                              | Андроник IV Палеолог  |
|       | Јелена Кантакузин    | Јован VI Кантакузин       | 1333.               | 28. мај/29. мај 1347       | 1. јул 1379.               | 16. фебруар 1391.                  | 10. децембар 1396.                 | Јован V Палеолог      |
|       | Јелена Драгаш        | Константин Драгаш         | 1372.               | 10. фебруар 1392.          | 10. фебруар 1392.          | 21. јул 1425.                      | 23. мај 1450.                      | Манојло II Палеолог   |
|       | Ирена Гатилузијо     | Франческо II од Лезбоса   | 1333.               | пре 1397.                  | пре 1397.                  | 22. септембар 1408.                | 1. јун 1440.                       | Јован VII Палеолог    |
|       | Ана Московска        | Василиј I Дмитријевич     | 1393.               | 1411.                      | 1416.                      | август 1417.                       | август 1417.                       | Јован VIII Палеолог   |
|       | Софија од Монферата  | Теодор II од Монферата    | 1396.               | 19. јануар 1421.           | 19. јануар 1421.           | август 1426.                       | 21. август 1434.                   | Јован VIII Палеолог   |
|       | Марија од Трапезунда | Алексије IV Велики Комнин | ?                   | септембар 1427, трећи брак | септембар 1427, трећи брак | 17. децембар 1439.                 | 17. децембар 1439.                 | Јован VIII Палеолог   |
| Слика | Име                  | Отац                      | Рођење              | Брак                       | Постала царица             | Престала да влада                  | Смрт                               | Супружник             |